# Loxocera freidbergi
Loxocera freidbergi är en tvåvingeart som beskrevs av Shatalkin 1998. Loxocera freidbergi ingår i släktet Loxocera och familjen rotflugor.
Artens utbredningsområde är Thailand. Inga underarter finns listade i Catalogue of Life.